# Crepis conyzifolia
Espèce
Classification APG III (2009)
Crepis conyzifolia, la Crépide à feuilles de vergerette ou Crépide à feuilles de Conyza, est une espèce de plantes à fleurs de la famille des Asteraceae.

## Description
La Crépide à feuilles de Conyza se caractérise par ses longues feuilles embrassantes, ses gros capitules et ses tiges ramifiées supérieurement, disposées en corymbe.

## Habitat et répartition
Cette plante des prairies et des landes est une espèce montagnarde présente dans les Alpes, le Massif central et les Pyrénées. Dans les Alpes, on peut la croiser entre 700 et 2 500 m d'altitude.